# The National Golf Brussels
The National Golf Brussels is een Belgische golfclub in Sterrebeek (Zaventem), gelegen op de site van de voormalige hippodroom. Het complex beschikt over een 18-holes linksachtige baan en een compact course met 6 holes.

## Geschiedenis
De club is ontstaan op het terrein van de voormalige Sterrebeekse hippodroom. Deze werd opgericht in 1938, maar is door de dalende populariteit van de paardensport in 2001 gesloten. In 2004 werd het terrein aangekocht met het doel om het volledig te herontwikkelen. Binnen dit project kreeg de golfbaan een centrale rol, naast woonzones en andere infrastructuur. De oost-noordoostelijke hoofdas van de hippodroom is nog te herkennen in de ligging van de golfbaan; de noordrand van de lange, smalle waterpartij volgt de buitenzijde van de renbaan.
De 18-holes baan en het clubhuis werden ontworpen door golfbaanarchitect Bruno Steensels en beslaan ongeveer 64 hectare. De golfbaan werd officieel geopend in de zomer van 2017. Samen met de golfbaan werd ook de The National Golf Academy opgericht, geleid door de Belgische coach Michel Vanmeerbeek.

## Beschrijving
De 18-holes championship course heeft een lengte van ongeveer 6.500 meter (par 72) en is ontworpen als een linksbaan. Daarnaast beschikt The National over een compact course met 6 holes. De club heeft oefenfaciliteiten zoals een driving range, putting greens en chipping zones.

## Kaart

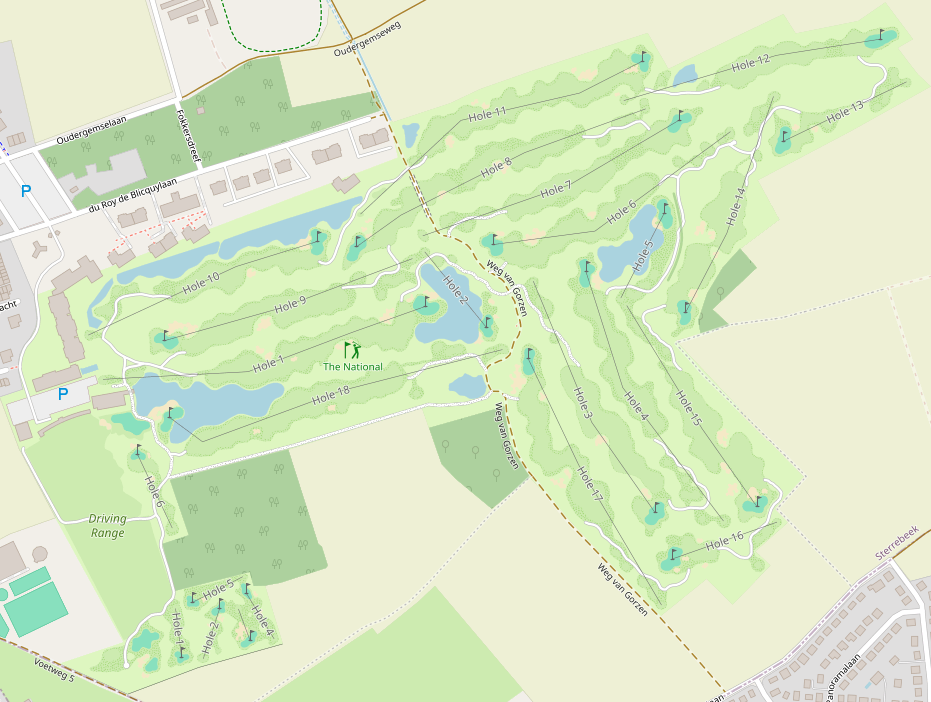
De achttien holes, linksonder de driving range en de compact course met zes holes